# Leptopelis crystallinoron
Leptopelis crystallinoron es una especie de anfibios de la familia Arthroleptidae.
Habita en Gabón y posiblemente Guinea Ecuatorial.
Su hábitat natural son los bosques tropicales o subtropicales húmedos a baja altitud.